# Echte antilopen
De echte antilopen (Antilopinae) vormen een onderfamilie uit de familie der holhoornigen (Bovidae). Tot de echte antilopen behoren onder andere de gazellen, de springbok, de gerenoek, de saïga en de dwergantilopen als de Kirks dikdik en de klipspringer.

## Kenmerken
Echte antilopen zijn over het algemeen razendsnelle, slanke antilopen met grote ogen en slanke ledematen. De vacht is meestal kort en zandbruin van kleur.  De echte antilopen verschillen in grootte van de dwergantilope (Neotragus pygmaeus), die 45 tot 55 centimeter lang wordt en 1,5 tot 2,5 kilogram zwaar wordt, niet groter dan een haas, tot de damagazelle (Nanger dama), die 145 tot 172 centimeter lang en 40 tot 85 kilogram zwaar wordt.

## Verspreiding en leefgebied
Echte antilopen komen voor in bijna geheel Afrika (behalve de regenwoudgordel), het Midden-Oosten, India, Tibet, China, Mongolië en het zuiden van Rusland en Kazachstan. Ze leven voornamelijk op grasvlakten, maar zijn ook te vinden in woestijnen, in dichte bossen en op rotsachtige heuvels. Het zijn herbivoren. 

## Leefwijze
Ze leven voornamelijk van groene plantendelen als grassen, kruiden en houtige planten, jonge scheuten, knoppen en bessen. De meeste echte antilopen krijgen per worp één jong, de saïga echter gewoonlijk twee.

## Systematiek
De onderfamilie der echte antilopen bestond vroeger uit twee tribus, de gazellen en verwanten (Antilopini) en de dwergantilopen (Neotragini). De saïga's werden meestal bij de bokken (Caprinae) geplaatst. Genetisch onderzoek wees echter uit dat de saïga's nauwer verwant zijn aan de echte antilopen dan aan de bokken. Ook een plaatsing van de Tibetaanse antilope (Pantholops hodgsoni) binnen de echte antilopen is gesuggereerd, maar dat is niet algemeen geaccepteerd. De beide oude tribus zijn waarschijnlijk geen natuurlijke groepen (ze zijn niet monofyletisch). Twee geslachten van dwergantilopen (klipspringers en dwergbokjes) zijn mogelijk nauwer verwant aan andere holhoornigen (respectievelijk bosduikers, Cephalophus, en de impala, Aepyceros). De verwantschappen binnen de rest van de onderfamilie zijn nog zeer onduidelijk, mede doordat de andere geslachten van de dwergantilopen in sommige analyses van de verwantschappen niet zijn opgenomen, zodat de resultaten niet altijd even goed vergelijkbaar zijn.
- Onderfamilie Antilopinae (Echte antilopen)
  - Tribus Antilopini (Gazelleachtigen)
    - Geslacht Ammodorcas (Dibatags)
    - Geslacht Antidorcas (Springbokken)
    - Geslacht Antilope (Antilopen)
    - Geslacht Dorcatragus (Beira's)
    - Geslacht Eudorcas
    - Geslacht Gazella (Echte gazellen)
    - Geslacht Litocranius (Girafgazellen)
    - Geslacht Madoqua (Dikdiks)
    - Geslacht Nanger
    - Geslacht Ourebia (Oribi's)
    - Geslacht Procapra (Chinese gazellen)
    - Geslacht Raphicerus (Grijsbokken)
    - Geslacht Saiga (Saïga's)

  - Tribus Neotragini (Dwergantilopen)
    - Geslacht Neotragus (Dwergbokjes)
    - Geslacht Nesotragus (Soeni's)